# Oiniadai

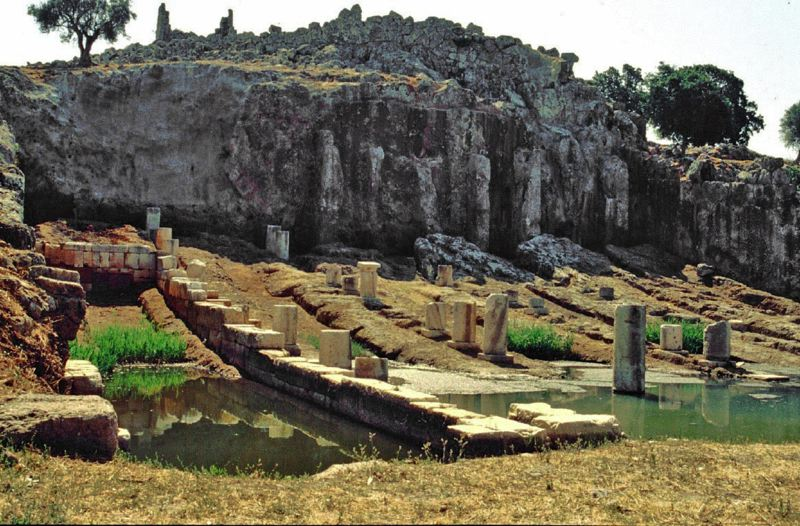
Forntida skeppsvarv i Oiniadai.

Oiniadai var en forntida befäst stad i Akarnanien, på södra brädden av Leziniträsket vid Acheloos mynning, på en liten kulle som nu kallas Trikardokastro.
Staden var inte utan betydelse i den grekiska historien. Den intogs år 450 f.Kr. av messenierna från Naupaktos, men återtogs följande år av akarnanerna. År 219 f.Kr. bemäktigade sig Filip V av Makedonien staden och återställde dess förstörda befästningar. En del av de intressanta ruinerna av dessa är utgrävda.